# Carlo II del Palatinato
Carlo II di Wittelsbach (Heidelberg, 31 marzo 1651 – Heidelberg, 26 maggio 1685) fu elettore palatino dal 1680 al 1685.
Era figlio di Carlo I Luigi del Palatinato e di Carlotta d'Assia-Kassel.

## Biografia
Nel 1671, grazie anche all'intervento della zia Sofia, sposò Guglielmina Ernestina, figlia di Federico III di Danimarca. Dal loro matrimonio non nacquero figli.
Alla sua morte il Palatinato passò al ramo cattolico della famiglia, i Wittelsbach-Neuburg. Tale successione, però, non fu senza conseguenze. Infatti Luigi XIV di Francia, cognato di Elisabetta Carlotta, sorella di Carlo II, rivendicò il Palatinato per la cognata. Questo portò all'invasione, nel 1688, da parte dell'esercito francese del Palatinato. Iniziò così la Guerra della Grande Alleanza.

## Ascendenza
|                                       |                         |                                      | Genitori                            |  |  | Nonni |  |  | Bisnonni                   |  |  | Trisnonni                  |  |
|                                       |                         |                                      |                                     |  |  |       |  |  | Federico IV del Palatinato |  |  | Ludovico VI del Palatinato |  |
|                                       |                         |                                      |                                     |  |  |       |  |  | Federico IV del Palatinato |  |  | Ludovico VI del Palatinato |  |
|                                       |                         | Elisabetta d'Assia                   |                                     |  |  |       |  |  | Federico IV del Palatinato |  |  |                            |  |
| Federico V del Palatinato             |                         |                                      |                                     |  |  |       |  |  | Federico IV del Palatinato |  |  |                            |  |
|                                       |                         | Luisa Giuliana di Nassau             | Guglielmo il Taciturno              |  |  |       |  |  |                            |  |  |                            |  |
|                                       |                         | Luisa Giuliana di Nassau             | Guglielmo il Taciturno              |  |  |       |  |  |                            |  |  |                            |  |
|                                       |                         | Luisa Giuliana di Nassau             | Carlotta di Borbone-Montpensier     |  |  |       |  |  |                            |  |  |                            |  |
| Carlo I Luigi del Palatinato          |                         | Luisa Giuliana di Nassau             |                                     |  |  |       |  |  |                            |  |  |                            |  |
|                                       |                         | Giacomo I d'Inghilterra              | Enrico Stuart, Lord Darnley         |  |  |       |  |  |                            |  |  |                            |  |
|                                       |                         | Giacomo I d'Inghilterra              | Enrico Stuart, Lord Darnley         |  |  |       |  |  |                            |  |  |                            |  |
|                                       |                         | Giacomo I d'Inghilterra              | Maria Stuarda                       |  |  |       |  |  |                            |  |  |                            |  |
| Elisabetta Stuart                     |                         | Giacomo I d'Inghilterra              |                                     |  |  |       |  |  |                            |  |  |                            |  |
|                                       |                         | Anna di Danimarca                    | Federico II di Danimarca            |  |  |       |  |  |                            |  |  |                            |  |
|                                       |                         | Anna di Danimarca                    | Federico II di Danimarca            |  |  |       |  |  |                            |  |  |                            |  |
|                                       |                         | Anna di Danimarca                    | Sofia di Meclemburgo-Güstrow        |  |  |       |  |  |                            |  |  |                            |  |
| Carlo II del Palatinato               |                         | Anna di Danimarca                    |                                     |  |  |       |  |  |                            |  |  |                            |  |
|                                       | Maurizio d'Assia-Kassel | Guglielmo IV d'Assia-Kassel          |                                     |  |  |       |  |  |                            |  |  |                            |  |
|                                       | Maurizio d'Assia-Kassel | Guglielmo IV d'Assia-Kassel          |                                     |  |  |       |  |  |                            |  |  |                            |  |
|                                       | Maurizio d'Assia-Kassel | Sabina di Württemberg                |                                     |  |  |       |  |  |                            |  |  |                            |  |
| Guglielmo V d'Assia-Kassel            | Maurizio d'Assia-Kassel |                                      |                                     |  |  |       |  |  |                            |  |  |                            |  |
|                                       |                         | Agnese di Solms-Laubach              | Giovanni Giorgio di Solms-Laubach   |  |  |       |  |  |                            |  |  |                            |  |
|                                       |                         | Agnese di Solms-Laubach              | Giovanni Giorgio di Solms-Laubach   |  |  |       |  |  |                            |  |  |                            |  |
|                                       |                         | Agnese di Solms-Laubach              | Margherita di Schönburg-Glauchau    |  |  |       |  |  |                            |  |  |                            |  |
| Carlotta d'Assia-Kassel               |                         | Agnese di Solms-Laubach              |                                     |  |  |       |  |  |                            |  |  |                            |  |
|                                       |                         | Filippo Luigi II di Hanau-Münzenberg | Filippo Luigi I di Hanau-Münzenberg |  |  |       |  |  |                            |  |  |                            |  |
|                                       |                         | Filippo Luigi II di Hanau-Münzenberg | Filippo Luigi I di Hanau-Münzenberg |  |  |       |  |  |                            |  |  |                            |  |
|                                       |                         | Filippo Luigi II di Hanau-Münzenberg | Maddalena di Waldeck                |  |  |       |  |  |                            |  |  |                            |  |
| Amalia Elisabetta di Hanau-Münzenberg |                         | Filippo Luigi II di Hanau-Münzenberg |                                     |  |  |       |  |  |                            |  |  |                            |  |
|                                       |                         | Caterina Belgica di Nassau           | Guglielmo il Taciturno              |  |  |       |  |  |                            |  |  |                            |  |
|                                       |                         | Caterina Belgica di Nassau           | Guglielmo il Taciturno              |  |  |       |  |  |                            |  |  |                            |  |
|                                       |                         | Caterina Belgica di Nassau           | Carlotta di Borbone-Montpensier     |  |  |       |  |  |                            |  |  |                            |  |
|                                       |                         | Caterina Belgica di Nassau           |                                     |  |  |       |  |  |                            |  |  |                            |  |